# Cleveland Open 2022 - Doppio
Il torneo di doppio del Cleveland Open 2022 si è svolto 31 gennaio al 6 febbraio 2022 al Cleveland Racquet Club di Cleveland.
Il titolo è andato alla coppia formata da William Blumberg e Max Schnur che in finale hanno sconfitto Robert Galloway e Jackson Withrow con il punteggio di 6-3, 7–6(4).
Lo stesso Galloway, insieme a Alex Lawson, era detentore del titolo, ma si sono iscritti al torneo con compagni diversi.

## Teste di serie
1. Robert Galloway /  Jackson Withrow (finale)
2. William Blumberg /  Max Schnur (campioni)

1. Ruben Gonzales /  Luca Margaroli (semifinale)
2. Alex Lawson /  Reese Stalder (semifinale)

## Wildcard
1. Nicholas Godsick /  Dominic Stricker (quarti di finale)

1. James Hopper /  Jonathan Powell (primo turno)

## Tabellone

### Legenda
| - Q = Qualificato - WC = Wild card - LL = Lucky loser | - ALT = Alternate - SE = Special Exempt - PR = Protected Ranking | - w/o = Walkover - r = Ritirato - d = Squalificato |

|  | Primo turno | Primo turno                | Primo turno                | Primo turno | Primo turno |  |  | Quarti di finale | Quarti di finale           | Quarti di finale           | Quarti di finale    | Quarti di finale |     |      | Semifinali | Semifinali             | Semifinali           | Semifinali          | Semifinali          |   |   | Finale | Finale | Finale | Finale | Finale |  |
|  |             |                            |                            |             |             |  |  |                  |                            |                            |                     |                  |     |      |            |                        |                      |                     |                     |   |   |        |        |        |        |        |  |
|  | 1           | R Galloway J Withrow       | R Galloway J Withrow       | 6           | 6           |  |  |                  |                            |                            |                     |                  |     |      |            |                        |                      |                     |                     |   |   |        |        |        |        |        |  |
|  |             | C Harrison P Polansky      | C Harrison P Polansky      | 4           | 0           |  |  | 1                | R Galloway J Withrow       | 6                          | 3                   | [10]             |     |      |            |                        |                      |                     |                     |   |   |        |        |        |        |        |  |
|  | WC          | N Godsick D Stricker       | 5                          | 7           | [10]        |  |  | WC               | N Godsick D Stricker       | 1                          | 6                   | [3]              |     |      |            |                        |                      |                     |                     |   |   |        |        |        |        |        |  |
|  |             | Y Uchiyama Y Watanuki      | 7                          | 5           | [6]         |  |  |                  |                            |                            |                     |                  |     |      | 1          | R Galloway J Withrow   | 65                   | 7                   | [16]                |   |   |        |        |        |        |        |  |
|  | 4           | A Lawson R Stalder         | A Lawson R Stalder         | 7           | 7           |  |  |                  |                            | 4                          | A Lawson R Stalder  | 7                | 610 | [14] |            |                        |                      |                     |                     |   |   |        |        |        |        |        |  |
|  | Alt         | R Hijikata A Rybakov       | R Hijikata A Rybakov       | 63          | 5           |  |  | 4                | A Lawson R Stalder         | A Lawson R Stalder         | 6                   | 6                |     |      |            |                        |                      |                     |                     |   |   |        |        |        |        |        |  |
|  | Alt         | A Chandrasekar V Prashanth | A Chandrasekar V Prashanth | 6           | 6           |  |  | Alt              | A Chandrasekar V Prashanth | A Chandrasekar V Prashanth | 0                   | 3                |     |      |            |                        |                      |                     |                     |   |   |        |        |        |        |        |  |
|  |             | Y Nishioka K Uchida        | Y Nishioka K Uchida        | 3           | 0           |  |  |                  |                            |                            |                     |                  |     |      | 1          | R Galloway J Withrow   | R Galloway J Withrow | 3                   | 64                  |   |   |        |        |        |        |        |  |
|  |             | G Blancaneaux T Fabbiano   | 4                          | 7           | [10]        |  |  |                  |                            |                            |                     |                  |     |      |            |                        | 2                    | W Blumberg M Schnur | W Blumberg M Schnur | 6 | 7 |        |        |        |        |        |  |
|  |             | N Chappell T-l Wu          | 6                          | 5           | [7]         |  |  |                  | G Blancaneaux T Fabbiano   | G Blancaneaux T Fabbiano   | 4                   | 2                |     |      |            |                        |                      |                     |                     |   |   |        |        |        |        |        |  |
|  |             | N Hardt N Mejía            | N Hardt N Mejía            | 2           | 4           |  |  | 3                | R Gonzales L Margaroli     | R Gonzales L Margaroli     | 6                   | 6                |     |      |            |                        |                      |                     |                     |   |   |        |        |        |        |        |  |
|  | 3           | R Gonzales L Margaroli     | R Gonzales L Margaroli     | 6           | 6           |  |  |                  |                            |                            |                     |                  |     |      | 3          | R Gonzales L Margaroli | 3                    | 6                   | [8]                 |   |   |        |        |        |        |        |  |
|  |             | A Cozbinov D Istomin       | 0                          | 7           | [10]        |  |  |                  |                            | 2                          | W Blumberg M Schnur | 6                | 4   | [10] |            |                        |                      |                     |                     |   |   |        |        |        |        |        |  |
|  |             | JC Aragone B Schnur        | 6                          | 5           | [8]         |  |  |                  | A Cozbinov D Istomin       | A Cozbinov D Istomin       | 2                   | 64               |     |      |            |                        |                      |                     |                     |   |   |        |        |        |        |        |  |
|  | WC          | J Hopper J Powell          | J Hopper J Powell          | 4           | 2           |  |  | 2                | W Blumberg M Schnur        | W Blumberg M Schnur        | 6                   | 7                |     |      |            |                        |                      |                     |                     |   |   |        |        |        |        |        |  |
|  | 2           | W Blumberg M Schnur        | W Blumberg M Schnur        | 6           | 6           |  |  |                  |                            |                            |                     |                  |     |      |            |                        |                      |                     |                     |   |   |        |        |        |        |        |  |